# دسنا (ناحیه یابلونتس ناد نیسوو)
دسنا (به چکی: Desná) یک منطقهٔ مسکونی و شهرستان دارای شهرک سابقاً روستا در جمهوری چک است که در ناحیه یابلونتس ناد نیسوو واقع شده‌است. دسنا ۳٬۴۶۵ نفر جمعیت دارد.